# Майкл Метью
Майкл Метью  (англ. Michael Mathieu, 17 червня 1984) — багамський легкоатлет, олімпійський чемпіон.

## Виступи на Олімпіадах
| Олімпіада   | Дисципліна              | Місце          |
| ----------- | ----------------------- | -------------- |
| Пекін 2008  | біг на 400 метрів       | 6 h3 r2/3      |
| Пекін 2008  | естафета 4 x 400 метрів | 2              |
| Лондон 2012 | біг на 200 метрів       | участь h3 r2/3 |
| Лондон 2012 | естафета 4 x 400 метрів | 1              |
| Ріо 2016    | естафета 4 x 400 метрів | 3              |